# Rotor (helikopter)
De rotor is de draaiende vleugel van een helikopter. De meeste helikopters beschikken over een hoofdrotor en een staartrotor, maar er zijn ook andere systemen zoals een tandemrotor of een co-axiale rotor. De rotor draait op een vast toerental en bestuurt de helikopter door de invalshoek van elk blad te veranderen op een bepaald punt in de omwenteling.

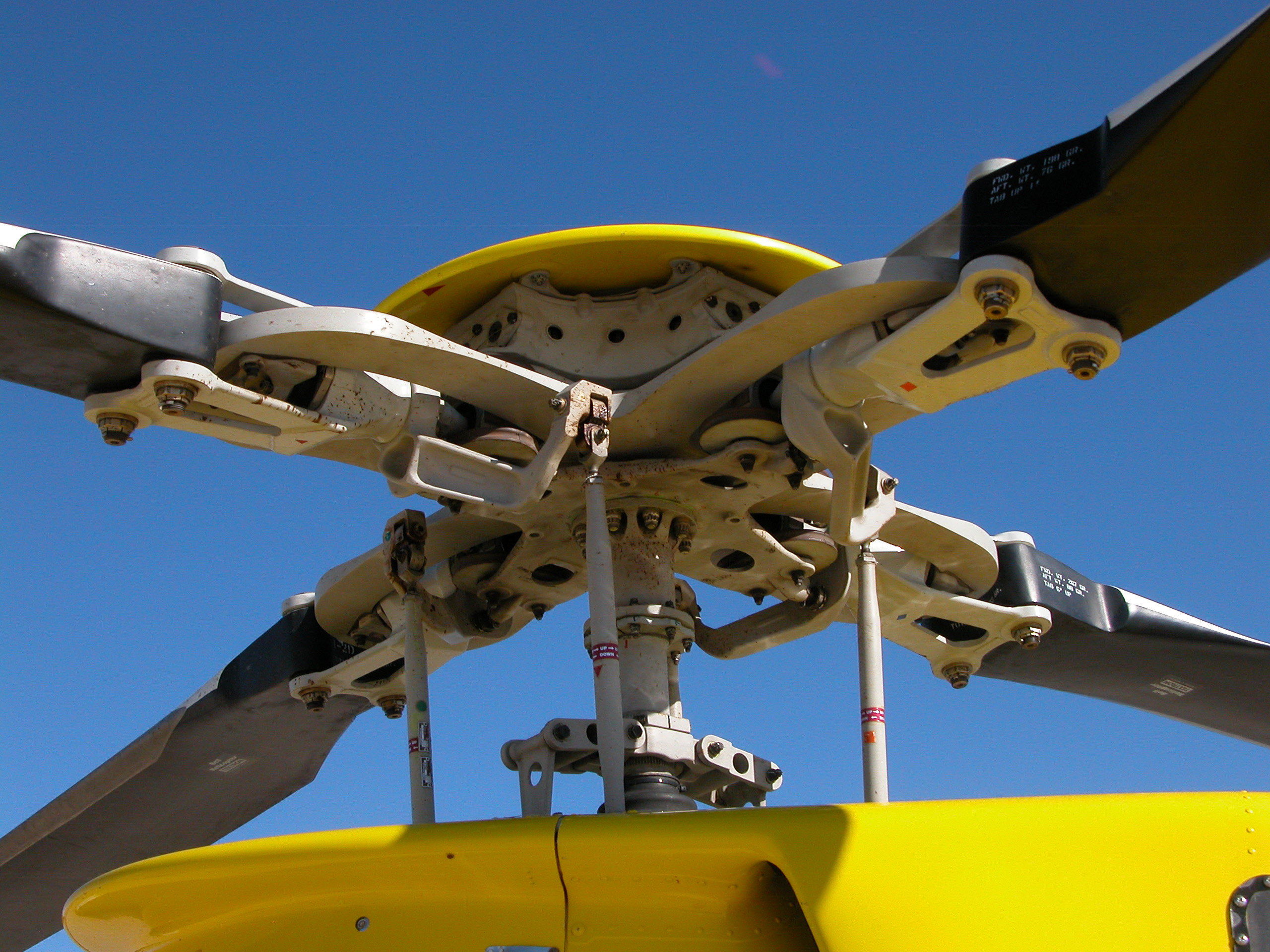
De rotor van een Bell 407-helikopter

## Algemeen

### Liftkracht
Om de informatie op deze pagina te kunnen begrijpen, zijn de volgende definities belangrijk. Het rotorblad wordt hierin, voor het gemak, vleugel genoemd.
- Koorde (vleugelkoorde)

Vleugelprofiel

Een rechte lijn tussen de voorzijde van het vleugelprofiel en de achterzijde van het vleugelprofiel.
- Vleugelhoek (mechanische invalshoek)

De hoek tussen de koorde van de vleugel en het pad wat deze volgt. Deze hoek wordt bepaald door de piloot.
- Invalshoek (aerodynamische invalshoek)

De hoek tussen de koorde en de ongestoorde luchtstroom (ook wel relatieve wind). Dit is een aerodynamische hoek en dus niet per se gelijk aan de vleugelhoek.
- Tuimelas (feathering axis)

Het punt waarop de vleugel tuimelt, waardoor de vleugelhoek veranderd kan worden. Dit punt ligt gemiddeld op 25% vanaf de voorkant van de volledige koordelengte.
- Tuimelen (feathering)

Het draaien van de vleugel om de tuimelas. Hierdoor verandert de vleugelhoek.
- Luchtweerstand

Alles wat zich door de lucht beweegt, zal een bepaalde luchtweerstand ondervinden. Luchtweerstand kan worden opgedeeld in een aantal categorieën, dit wordt verder op deze pagina behandeld.
Om de vleugel liftkracht te geven moet er lucht verplaatst worden en moet de vleugel met een bepaalde snelheid door de lucht bewogen worden. Bij een conventioneel vliegtuig wordt dit gedaan door middel van bijvoorbeeld een propeller, turbofan of een straalmotor, die het vliegtuig en de vleugel voorwaartse snelheid geeft. Een helikopter geeft zijn ‘vleugels’ voorwaartse snelheid door deze rond te laten draaien en heeft hier zelf geen voorwaartse snelheid voor nodig.
We visualiseren de vleugel als een gestroomlijnde plank. Deze bewegen we vlak (zonder invalshoek) door de lucht. Er wordt nu geen lucht verplaatst en er is geen liftkracht. Maar zodra de vleugel een invalshoek krijgt, wordt de luchtstroom langs de vleugel afgebogen naar beneden. De derde wet van Newton zegt: Als een voorwerp A een kracht  op een voorwerp B uitoefent, gaat deze kracht gepaard met een even grote, maar tegengestelde gerichte kracht van B op A.
Het naar beneden afbuigen van de lucht gaat dus gepaard met een even grote kracht in tegengestelde richting. Deze tegengestelde kracht noemen we lift, deze kracht werkt in een rechte hoek op de luchtstroom en zal samen met een hoeveelheid (tegenwerkende) luchtweerstand, die werkt in een rechte lijn met de luchtstroom, een totale reactie opbrengen: liftkracht
De productie van liftkracht is een gevolg van verandering in de atmosferische druk, de verandering in de atmosferische druk is op zijn beurt weer een gevolg van het afbuigen van de luchtstroom door een vleugel. Wanneer een luchtstroom wordt versneld om voorbij een object te komen, neemt de atmosferische druk in dat gebied af. Voor een luchtstroom die wordt afgeremd geldt exact het omgekeerde: de druk neemt toe. De som van alle energieën blijft gelijk. Dit staat beschreven in de theorie van Bernoulli.
Dit is wat er gebeurt bij een vleugel. De luchtstroom over een vleugel met een positieve invalshoek wordt meer gebogen dan de luchtstroom onder de vleugel, oftewel: de luchtstroom over de vleugel moet een langere weg afleggen dan de luchtstroom onder de vleugel. Om een gestroomlijnde luchtstroom te behouden, zal de luchtstroom over de vleugel een grotere snelheid moeten hebben dan de luchtstroom onder de vleugel, waardoor de atmosferische druk boven de vleugel zal afnemen. De luchtstroom onder de vleugel wordt afgeremd en de atmosferische druk in dat gebied neemt toe. Gemiddeld genomen reist 75% van de lucht over de vleugel heen en 25% onder de vleugel door. Door een lage druk boven de vleugel en daarmee een mate van zuigende kracht, een hogere druk onder de vleugel en daarmee een duwende kracht, zal de vleugel zich naar het gebied van de lagere druk bewegen. Er ontstaat een opwaartse kracht: liftkracht

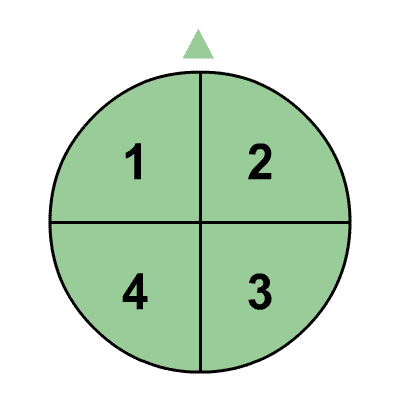
Het rotorveld verdeeld in vier delen

### Bediening
De bediening van de cyclic en de collective naar het rotorsysteem, loopt via een zogeheten mixing-unit (mix-eenheid). Dit is een systeem waarin alle bewegende assen samenkomen en worden omgezet in beweging naar de stationaire tuimelschijf. Deze stationaire tuimelschijf geeft de beweging over naar de roterende tuimelschijf, die op zijn beurt deze beweging weer doorgeeft aan de rotorbladen via zogeheten rotating-scissors. Hiermee kan de invalshoek van ieder rotorblad bepaald worden.
De schijf kan recht omhoog bewogen worden om de invalshoek van alle bladen tegelijk te verhogen (collective). Maar het is ook mogelijk de invalshoek op een bepaald punt in de omwenteling te veranderen. Hierdoor ontstaan er verschillende maten van liftkracht over de hele omwenteling (cyclic). Door bijvoorbeeld de rotorbladen maximale liftkracht aan de linkerkant van de helikopter te geven, beweegt de helikopter zich naar rechts.
In het geval van de afbeelding, gaan we uit van een rotorsysteem dat met de richting van de klok draait. Wanneer we de helikopter in de richting van de pijl willen bewegen (vooruit), moeten we zo veel mogelijk liftkracht produceren tussen punt 3 en 4. Hierbij moeten we rekening houden met een mechanische invalshoek en een aerodynamische invalshoek. De mechanische invalshoek wordt bepaald door de piloot, door middel van de cyclic en de collective en is de hoek tussen de koorde van het blad en het pad wat het blad volgt. De aerodynamische invalshoek wordt bepaald door de hoek tussen de koorde van het blad en de ongestoorde luchtstroming waar het blad doorheen gaat en is de invalshoek die voor de werkelijke liftkracht zorgt. Dit wil zeggen dat de mechanische en de aerodynamische invalshoek niet altijd gelijk zijn aan elkaar. Bij het veranderen van de mechanische invalshoek krijgen we te maken met een gyroscopisch effect. Een mechanische verandering van de invalshoek wordt 90 graden later omgezet in een verandering van de aerodynamische invalshoek. Dit betekent dat wanneer je in de richting van de pijl wilt vliegen, de maximale mechanische invalshoek op het punt tussen 2 en 3 moet zijn en de mechanische invalshoek na dit punt al begint te verminderen terwijl de aerodynamische invalshoek nog aan het toenemen is om vervolgens tussen 3 en 4 op zijn maximum te zijn.
Gelukkig is de mixing-unit zo gemaakt dat deze de tuimelschijf, na het naar voren duwen van de cyclic, omhoog laat gaan aan de rechterkant van de helikopter en de helikopter zich vooruit beweegt.

## Aerodynamische fenomenen

### Translatielift
Wanneer een helikopter stil hangt boven de grond, zal een groot gedeelte van de aangetrokken lucht van boven het blad komen, zeg maar in een hoek van 90 graden op het rotorblad. Dit zorgt voor een kleinere aerodynamische invalshoek en minder liftkracht. Hoe kleiner de hoek waarin de aangetrokken lucht op het rotorblad gericht is, hoe hoger de aerodynamische invalshoek en hoe hoger de liftkracht zal zijn. 
Wanneer de helikopter versnelt, zal de aangetrokken lucht nagenoeg recht op het rotorblad komen en is er (bijna) geen nadelig effect op de aerodynamische invalshoek, maar juist een positief effect. We kunnen hier eigenlijk niet meer spreken van aangetrokken lucht, maar van ongestoorde lucht. 
Dit positieve effect zal optreden bij een snelheid van ongeveer 12 tot 15 knoop en toenemen tot een bepaalde snelheid, we spreken dan van effectieve translatielift. Een helikopter is een van de weinige, of misschien zelfs het enige voertuig dat minder vermogen nodig heeft naarmate de snelheid toeneemt. Dit geldt echter tot een bepaalde snelheid, waarna de aerodynamische weerstand dermate begint toe te nemen dat er meer vermogen ingezet zal moeten worden als de snelheid stijgt. Voor Robinson-helikopters, is deze maximum effectieve snelheid, ook wel bucket speed (VBE) genoemd, vastgesteld op 53 knoop. Dit is ook de snelheid voor het maximale uithoudingsvermogen. Wanneer de snelheid voorbij dit punt komt, zal er meer vermogen ingezet moeten worden om op gelijke hoogte te blijven.
Wanneer de helikopter vanuit nul knoop horizontaal accelereert met een vaste collective-stand en verticale klim, zal de verticale snelheid vanaf ongeveer 12 knoop toenemen terwijl de collective in dezelfde stand blijft. De collective-stand kan nu ook verlaagd worden en de helikopter zal met eenzelfde verticale snelheid en minder benodigd vermogen klimmen.
De translatielift kan benut worden wanneer er niet genoeg vermogen beschikbaar is om vanuit een hover (boven de grond hangende toestand) te starten, bijvoorbeeld op grote hoogte of met een hoge nuttige lading. Dit door middel van een zogenoemde 'running take-off'. Hierbij wordt de helikopter eerst al glijdend over de grond (op het onderstel of wielen) op snelheid gebracht. Wanneer de helikopter op translatiesnelheid is, kan de collective-stand verhoogd worden en kan er begonnen worden aan de klim.
Ook bij de landing is de translatielift soms merkbaar. De helikopter zal trillen, hierdoor weet de piloot dat de helikopter translatielift krijgt en de maximale lift benut wordt.

### Low RPM Rotor Stall
Dit is een Engelse term voor het fenomeen waarbij het toerental van het hoofdrotorsysteem onder een kritische waarde komt en de helikopter uit de lucht valt. De Nederlandse term overtrek is niet hetzelfde fenomeen.
Het rotorblad van een helikopter heeft net als de vleugel van een vliegtuig een bepaalde snelheid nodig om liftkracht op te wekken. Een gewoon vliegtuig verkrijgt dit door voorwaartse snelheid, een helikopter verkrijgt dit door zijn 'vleugels' rond te laten draaien. Dit gebeurt op een vast toerental, dat varieert per type helikopter. Een Eurocopter Super Puma bijvoorbeeld, heeft een rotortoerental van 275 omwentelingen per minuut, een Robinson R44 heeft een hoger toerental van 408 omwentelingen per minuut. Wanneer dit toerental onder een bepaalde waarde zakt, hebben de rotorbladen te weinig voorwaartse snelheid en kunnen ze niet genoeg liftkracht opwekken om de helikopter in de lucht te houden. Robinson Helicopters heeft voor hun helikopters bepaald dat het rotortoerental niet onder de 80% mag komen, dit kan ook weer variëren per type helikopter.
Wanneer het rotortoerental op 80% ligt, ligt het motortoerental ook op 80% en dit betekent dat slechts 80% van het totale vermogen beschikbaar is. Dit is vaak te weinig vermogen om het rotortoerental weer naar een veilige waarde te brengen, waardoor beide toerentallen (rotor en motor) nog verder zullen zakken met mogelijk een dodelijke afloop. Vaak is de rotor volledig tot stilstand gekomen wanneer de helikopter de grond raakt.
De meest voorkomende situatie waarbij dit fenomeen optreedt is tijdens het opstijgen of landen. Wanneer er een grote invalshoek wordt gevraagd door middel van de collective en de motor niet genoeg vermogen kan leveren, zullen beide toerentallen dalen. Wanneer hier niet tijdig op gereageerd wordt, door het verlagen van de collective-stand, kan het toerental onder de kritische waarde komen. Doordat de liftkracht afneemt zal de helikopter dalen, een natuurlijke reactie van voornamelijk onervaren piloten, is de collective-stand vergroten om het dalen te compenseren. Dit verlaagt echter het toerental nog drastischer en de helikopter zal nog sneller dalen en op een bepaald punt recht uit de lucht vallen. Situaties waarbij dit hoofdzakelijk voorkomt, is tijdens de start en landing met eventueel een (te) hoge nuttige lading, autorotaties of de motorstoring daaraan vooraf wanneer er niet tijdig gereageerd wordt.

### Recirculatie in krappe plaatsen
Lucht die van bovenaf (verticaal) door het rotorblad komt, zal de aerodynamische invalshoek verkleinen. Wanneer de helikopter laag boven de grond hangt, zal een groot gedeelte van de lucht van bovenaf komen en is er dus over het algemeen meer vermogen nodig om de helikopter in de lucht te houden dan in een voorwaartse vlucht, waarbij de lucht horizontaal in het rotorblad komt. Normaal gesproken zal de lucht die het rotorblad aan de onderkant verlaat zich verspreiden over de omgeving. Maar wanneer de helikopter zich in een krappe plaats begeeft, bijvoorbeeld tussen gebouwen of tussen bomen, zal de lucht die het rotorblad verlaat omhoog geblazen worden tegen de objecten en het rotorblad van bovenaf weer binnenkomen. Dit zorgt voor meer lucht van bovenaf en hoe langer deze situatie zich voordoet, hoe meer deze recirculerende lucht zich zal versnellen. Naarmate deze recirculerende lucht toeneemt en versnelt, zal de aerodynamische invalshoek afnemen. Hierdoor zal er een grotere mechanische invalshoek ingezet moeten worden om in de lucht te blijven. Door het verhogen van deze mechanische invalshoek zal de recirculatie alleen nog maar toenemen en de helikopter zal verder zakken totdat er een maximale mechanische invalshoek gevraagd wordt en deze niet meer voldoende is om de helikopter in de lucht te houden.
De beste oplossing is om door middel van de collective, de mechanische invalshoek te verlagen en de helikopter dichter bij de grond te brengen. Het grootste gevaar schuilt in een object aan één kant van de helikopter. Door recirculatie aan één kant, zal de helikopter zich in de richting van het object gaan bewegen. Wanneer de piloot de helikopter in de tegenovergestelde richting wil bewegen, zal hij meer liftvermogen aan de kant van het object moeten creëren, waarmee de recirculatie toeneemt en de helikopter alleen nog maar sneller naar het object zal bewegen. Ook hier zal eerst de totale mechanische invalshoek verlaagd moeten worden met de collective om dichter bij de grond te komen en de recirculatie te verkleinen totdat de helikopter weer onder controle is.

## Staartrotor

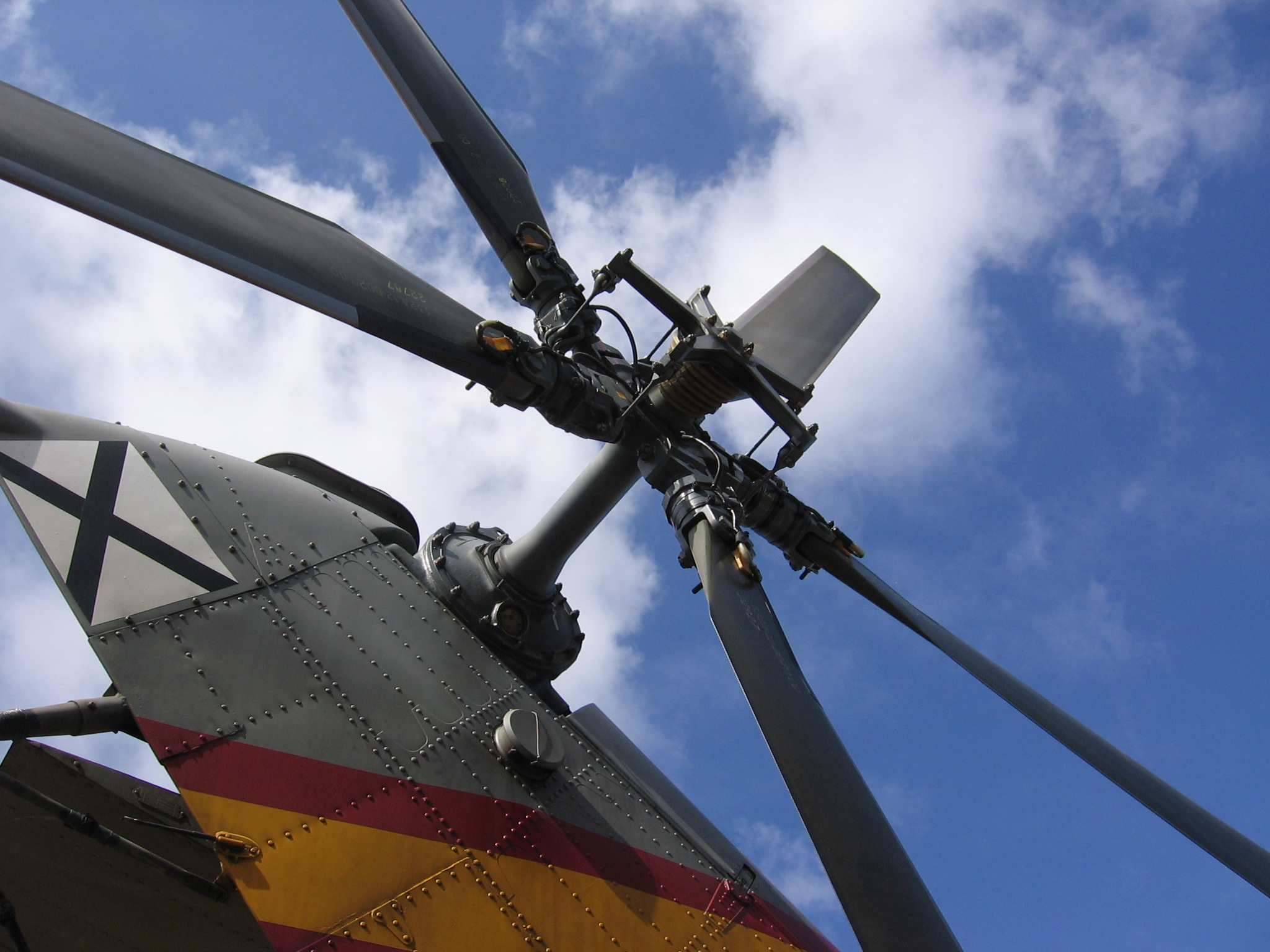
De staartrotor van een Aérospatiale Puma

### Algemeen
Door het draaien van de hoofdrotor ontstaat er een koppel, wat er voor zal zorgen dat de helikopter zich tegen de draairichting van de hoofdrotor in zal gaan draaien. Wanneer er meer liftkracht wordt opgewekt en er dus meer koppel ontstaat, zal deze neiging tot draaien toenemen. Om dit tegen te houden, zijn veel helikopters voorzien van een staartrotor, ook wel anti-koppelsysteem genoemd. De staartrotor levert een kracht tegengesteld aan het koppel dat de helikopter wil laten draaien. Hoe verder de staartrotor achter de helikopter geplaatst is, hoe groter deze tegengestelde kracht. Denk hierbij aan het hefboomeffect.
De staartrotor is te vergelijken met een hoofdrotor, maar de liftkracht is alleen collectief te regelen en dus niet voor ieder blad apart. Doordat de liftkracht te variëren is, kan de helikopter manoeuvreren boven de grond en is de neus in de wind te leggen tijdens de vlucht (trimmen).

### Mechanisch
De staartrotor is vaak een versimpelde versie van een hoofdrotorsysteem. Er worden verschillende typen staartrotorsystemen gebruikt, waarbij het 'Delta-3-hinge' systeem een van de meest gebruikte is. In tegenstelling tot een hoofdrotorsysteem, is de liftkracht van de staartrotor alleen collectief te variëren, doordat er enkel een grotere of kleinere kracht geleverd moet worden. De liftkracht is te variëren van een aantal graden positief (normale bedrijfstoestand) tot een klein aantal graden negatief voor uitvoeren van autorotaties.
De staartrotor is via een aandrijfas direct gekoppeld aan de tandwielbak van de hoofdrotor. Dit verzekert de aandrijving van de staartrotor in het geval van een autorotatie. Doordat de staartrotor een stuk kleiner is dan de hoofdrotor, moet deze op een aanzienlijk hoger toerental draaien. De aandrijfas draait op een superkritisch toerental, dit betekent dat hij boven zijn resonantiefrequentie draait om hem zo trillingsvrij mogelijk te houden.

### Staartrotordrift(translating tendency)
De horizontale luchtverplaatsing van de staartrotor zorgt ervoor dat de helikopter zal gaan driften naar links of naar rechts, afhankelijk van de draairichting van de hoofdrotor. Als voorbeeld een hoofdrotorsysteem dat tegen de klok in (linksom) draait, hierdoor wil het frame met de klok mee (rechtsom) gaan draaien. Om dit te voorkomen moet de staartrotor een stuwkracht naar links creëren. Hierdoor zal de helikopter de tendens hebben om naar rechts te driften. In het geval van een motorstoring of het snel dichtdraaien van het gas en de stuwrichting wordt omgedraaid door middel van de pedalen, zal de 'driftrichting' zich omdraaien.
Staartrotordrift ontstaat zodra de helikopter van de grond komt en neemt toe naarmate er meer vermogen ingezet wordt. Bijvoorbeeld wanneer er gevlogen wordt met een hoge nuttige lading, of wanneer er een steile klim ingezet wordt bij het verlaten van een krappe plek.
In voorwaartse vlucht, op de kruissnelheid of hoger, zal door de dynamische stabiliteit van de helikopter zelf, de vraag naar staartrotor-vermogen afnemen en de tendens tot driften ook.
Staartrotordrift kan op twee manieren automatisch gecompenseerd worden.
- De mast van de hoofdrotor wordt een aantal graden schuin tegen de stuwrichting van de staartrotor in gezet.
- Het rotorblad wordt een aantal graden schuin tegen de stuwrichting van de staartrotor in gezet.

### Roltendens
Door het compenseren van staartrotordrift, door middel van het kantelen van het rotorblad en daarmee zijn stuwkracht, ontstaat er, in combinatie met de stuwkracht van de staartrotor, een roltendens. In het geval van een linksom draaiende hoofdrotor zal de helikopter linksom willen kantelen en in het geval van een rechtsom draaiende hoofdrotor zal de helikopter rechtsom willen kantelen.
Dit is te zien bij sommige type helikopters wanneer zij landen. De linker- of rechterkant staat dan eerder op de grond, doordat deze lager hangt.
De roltendens kan op vier manieren gecompenseerd worden.
- Het hoger plaatsen van de staartrotor. Wanneer de staartrotor hoger geplaatst wordt, zal de roltendens afnemen. Hoe dichter bij de hoogte van de hoofdrotor, hoe kleiner het rolmoment.
- De hoofdrotor naar links of rechts verplaatsen. Dit zorgt ervoor dat het liftvermogen van de hoofdrotor uit het centrum ligt. Bij een links laag hangende helikopter zal de mast iets naar links verplaatst moeten worden en bij een rechts laag hangende helikopter naar rechts.
- De staartrotor schuin plaatsen. Door de stuwrichting van de staartrotor een aantal graden naar links of rechts boven te plaatsen, zal dit voor een rolmoment zorgen waarmee de helikopter horizontaal komt te hangen. Dit is te zien bij de RAH-66 Comanche.
- Het aanpassen van de locatie van de nuttige lading. Door de lading op de juiste plek in de helikopter te plaatsen, zal deze er voor kunnen zorgen dat de helikopter horizontaal hangt. Echter, wanneer er brandstof verbruikt wordt, kan dit punt verschuiven. Er moet ook aan gedacht worden, dat de helikopter tijdens zijn vlucht niet buiten de limieten van de door de fabriek opgegeven gewicht- en balanscijfers komt.

### Bijzondere staartrotorsystemen

#### Delta-3-hinge
Het is de bedoeling dat de liftkracht van de staartrotor egaal is over de rotatie. Om te voorkomen dat het aanrukkende blad een grotere invalshoek krijgt dan het terugtrekkende blad, is het Delta-3-hinge-systeem ontwikkeld. De as waarop de vleugel op en neer kan scharnieren is schuin geplaatst. Wanneer het blad omhoog scharniert, neemt de mechanische invalshoek automatisch af. Hierdoor blijft de aerodynamische invalshoek relatief gelijk over de gehele rotatie.
Omdat dit een simpel, betrouwbaar en goedkoop systeem is, wordt het toegepast op veel helikopters.

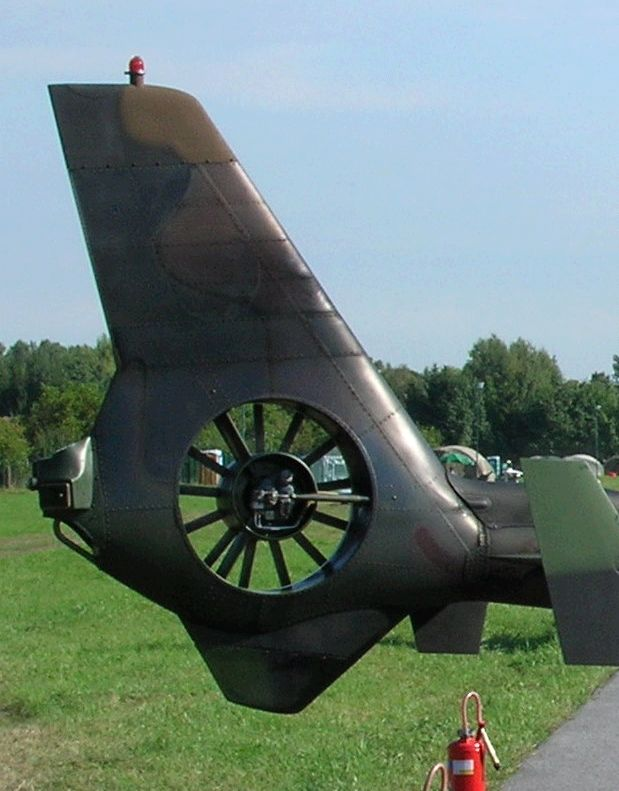
De staartrotor van een Aérospatiale Gazelle

#### Fenestron
Het Fenestron-systeem is in de jaren 60 ontwikkeld door Sud Aviation, het huidige Eurocopter. Het werd voor het eerst toegepast op een experimenteel model, de SA 340 en kwam daarna op de SA341 Gazelle. Het Fenestron-systeem is te vergelijken met een ventilator in een behuizing. Het systeem bevat een groot aantal kleine rotors die elk geen andere bewegingsvrijheid hebben dan het collectief aanpassen van de mechanische invalshoek. Doordat de rotors zijn ingebouwd in de staart, heeft de wind geen invloed op dit systeem en is er geen sprake van aanrukkende en terugtrekkende bladen. Dit maakt het systeem effectiever in de vlucht. Bij het hoveren is er echter iets meer vermogen nodig dan bij de conventionele systemen.
Doordat het rotorsysteem ingebouwd is in de staart, is er minder risico voor mensen op de grond en is het risico op een staartrotorbeschadiging door het raken van externe objecten veel kleiner. Doordat het systeem is ingebouwd, is de geluidsproductie een stuk lager en vanwege het gebruik van een groot aantal kleine rotors, veroorzaakt dit systeem minder vibratie.
Het heeft echter ook zijn nadelen. Het systeem is zwaarder, gecompliceerder en daardoor ook duurder dan de conventionele systemen. In hover is het Fenestron-systeem minder effectief en is er meer vermogen nodig.

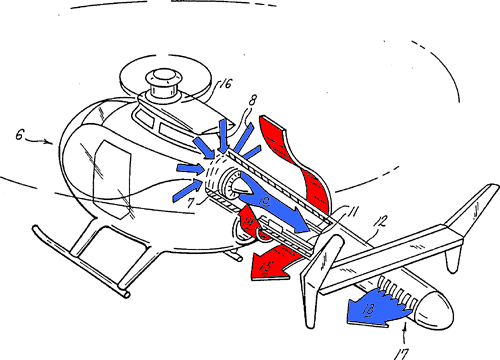
De doorsnede van een NOTAR-systeem

#### NOTAR
Sinds de jaren 40 werd er al geëxperimenteerd met het NOTAR-systeem. Maar het was McDonnell Douglas Helicopter Systems dat een goed werkend systeem ontwierp in de jaren 70 van vorige eeuw. NOTAR staat voor No TAil Rotor (geen staartrotor). De staart is van binnen voorzien van een ventilator die een hoog volume aan luchtverplaatsing kan opwekken. Deze lucht kan de staart verlaten op twee punten. Een gedeelte van de lucht kan over de gehele staart door een smalle opening naar buiten. Hierdoor ontstaat door het Coandă-effect in samenwerking met de luchtstroom vanuit de hoofdrotor een soort zelf liftkracht opwekkende vleugel die een tegenwerkende kracht genereert. Het andere gedeelte van de luchtstroom verlaat de staart aan het einde, door een verstelbaar gat en wordt gebruikt voor het gieren.
Het NOTAR-systeem heeft geen blootgestelde draaiende delen en is daardoor het veiligste anti-koppelsysteem dat er is. Ook staat het systeem bekend om zijn lage geluidsproductie. Het systeem is echter minder efficiënt en is daardoor minder makkelijk te manoeuvreren.

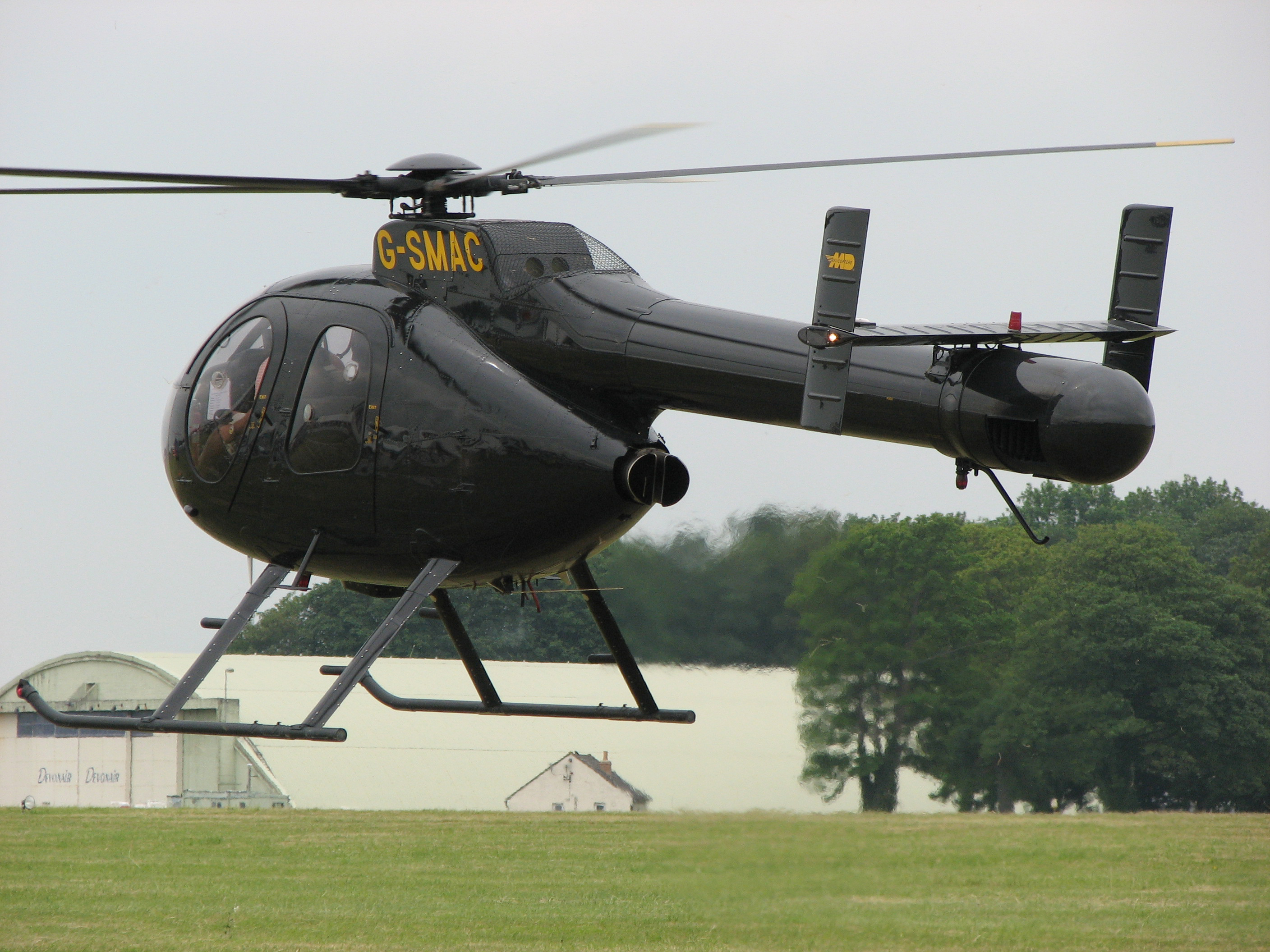
MD Helicopters 520N NOTAR